# Corycium dracomontanum
Corycium dracomontanum är en orkidéart som beskrevs av Parkman och Edmund André Charles Lois Eloi `Ted' Schelpe. Corycium dracomontanum ingår i släktet Corycium, och familjen orkidéer. Inga underarter finns listade i Catalogue of Life.